# SHIPS.TV
SHIPS.TV（シップス・ティーブイ）とは、かつて有限会社MXCが運営していたアダルトライブチャットサービスである。
携帯電話を対象としたライブチャットとして、2004年4月よりサービスを開始し、2013年1月7日をもってサービスを終了した。

## 概要
SHIPS.TVは、携帯電話のTV電話機能を用いて、映像と音声の双方向通信を行う、日本初のモバイルライブチャット。システム提供は株式会社サンオール。
新宿区大久保に存在した事務所に通勤して女性がサービスを提供するTV.SHIPS.TVと、在宅で女性がサービスを提供するSTREET.SHIPS.TVに分かれている。

## サービス

### TV電話チャット
TV電話チャットができる機種はDoCoMoのFOMAおよび、ボーダフォンのTV電話対応機種に限られる。

### 覗き（TV.SHIPS.TVのみ）
TV電話チャットに対応している機種では、女性の待機する部屋を覗くことができる。

### 音声通話
TV電話チャットに対応していない機種では、音声通話で女性との会話が可能。

### メール
女性とのメールは送受信共に無料で利用できる。

### 写メ・動画投稿（STREET.SHIPS.TVのみ）
女性の自撮り投稿を視聴することができる。

### SHIPSブログ
女性の書いたブログにコメントすることができる。